# Francisco Xavier Cabral da Silva

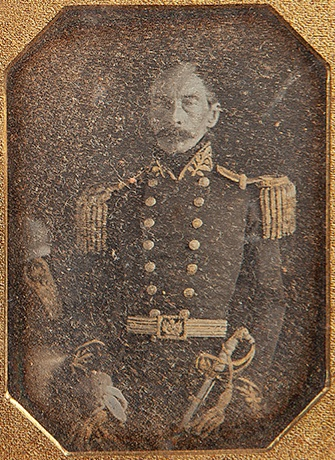
O marechal Francisco Xavier Cabral da Silva em um daguerreótipo de 1850

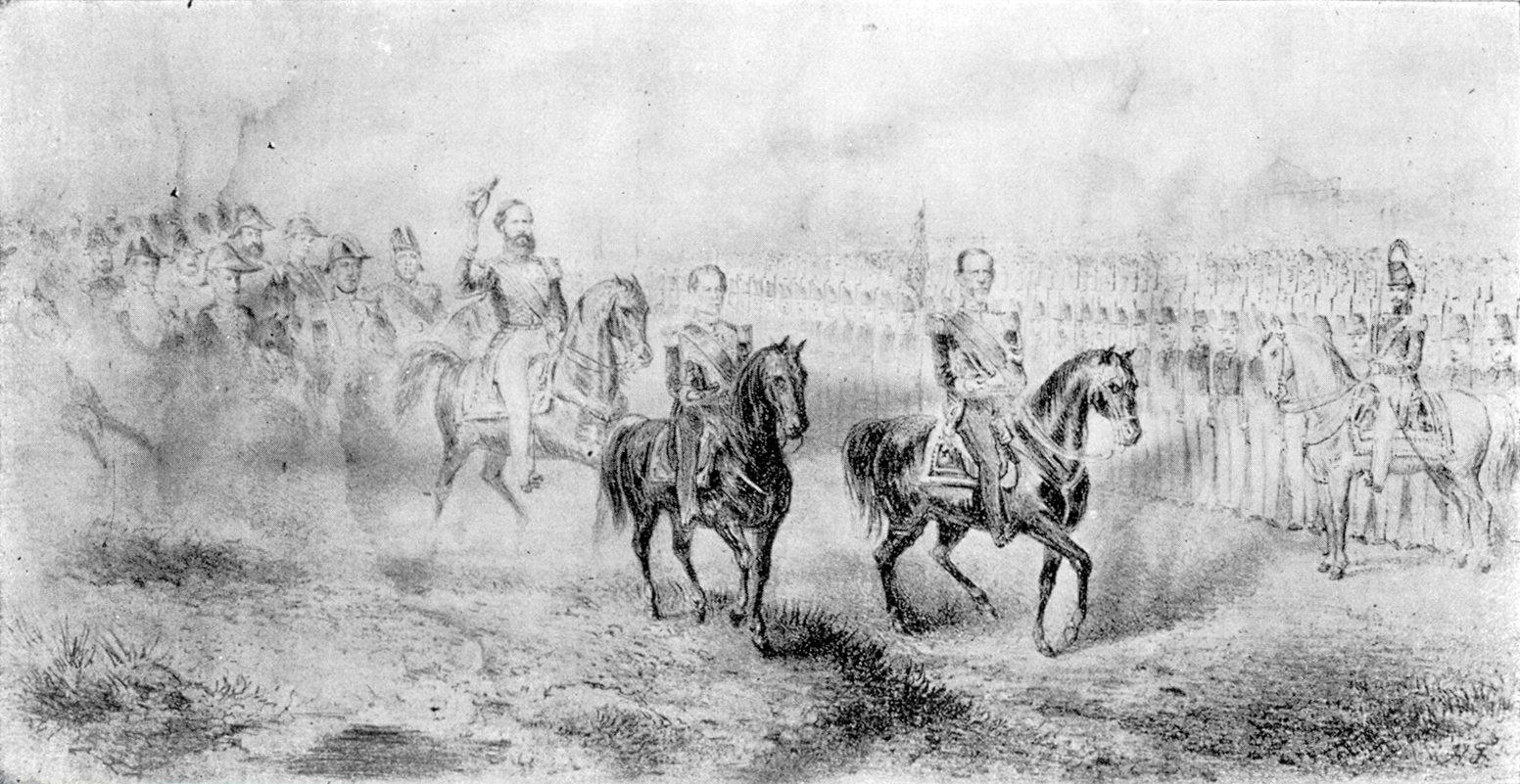
Parada militar: D. Pedro II (levantando o chapéu) segue o então Marquês de Caxias e Francisco Xavier Cabral da Silva, o 2.º Barão de Itapagipe (á direita), provavelmente durante o cerco à Uruguaiana (1865).

Francisco Xavier Cabral da Silva, segundo barão com grandeza de Itapajipe (Lisboa, 25 de janeiro de 1806 — Rio de Janeiro, 7 de junho de 1877) foi um militar brasileiro.
Filho de Francisco Xavier Cabral da Silva e da, posteriormente, condessa de Itapajipe.
Veio para o Brasil com seus pais, acompanhando a corte portuguesa, em 1808. Alistou-se em 11 de setembro de 1813 na Divisão Militar de Polícia como tenente de cavalaria. Passou para o Exército em 1818, onde participou da Guerra da Cisplatina, no 1.º Regimento de Cavalaria, tendo tomado parte na Batalha de Ituzaingó, distinguindo-se no Passo do Rosário. Lutou do lado legalista durante a Guerra dos Farrapos, entre 1837 e 1838. Foi promovido sucessivamente até chegar a marechal. Foi Governador das Armas da Corte em 1848 e 1849. Acompanhou D. Pedro II para assistir a rendição de Uruguaiana, no início da Guerra do Paraguai.
Agraciado barão em 28 de agosto de 1866, era Grã-Cruz da Imperial Ordem de São Bento de Avis, comendador da Imperial Ordem de Cristo, oficial da Imperial Ordem do Cruzeiro e cavaleiro da Imperial Ordem da Rosa.